# گرنت هانلی
گرنت هانلی (انگلیسی: Grant Hanley؛ زادهٔ ۲۰ نوامبر ۱۹۹۱) بازیکن فوتبال اهل بریتانیا است.
از باشگاه‌هایی که در آن بازی کرده‌است می‌توان به باشگاه فوتبال بلکبرن روورز اشاره کرد.
وی همچنین در تیم‌های ملی فوتبال اسکاتلند بازی کرده‌است.